# Step (software)
Step è un motore fisico bidimensionale. Si tratta di un programma educativo incluso nel modulo kdeedu (programmi di edutainment) dell'ambiente desktop KDE. È un software libero, ed è distribuito con licenza GNU General Public License.

## Caratteristiche
Il programma permette di simulare la meccanica classica in due dimensioni. A titolo di esempio è possibile studiare l'azione di molle, forza di Coulomb e forza gravitazionale su una particella, e la gestione delle collisioni; è inoltre possibile studiare la dinamica molecolare. Il programma fornisce inoltre vari strumenti per la visualizzazione dei risultati, più alcune esercitazioni.